# Kalanchoe crenata
Kalanchoe crenata är en fetbladsväxtart som först beskrevs av Henry Charles Andrews, och fick sitt nu gällande namn av Adrian Hardy Haworth. Kalanchoe crenata ingår i släktet Kalanchoe och familjen fetbladsväxter. Inga underarter finns listade i Catalogue of Life.

## Bildgalleri

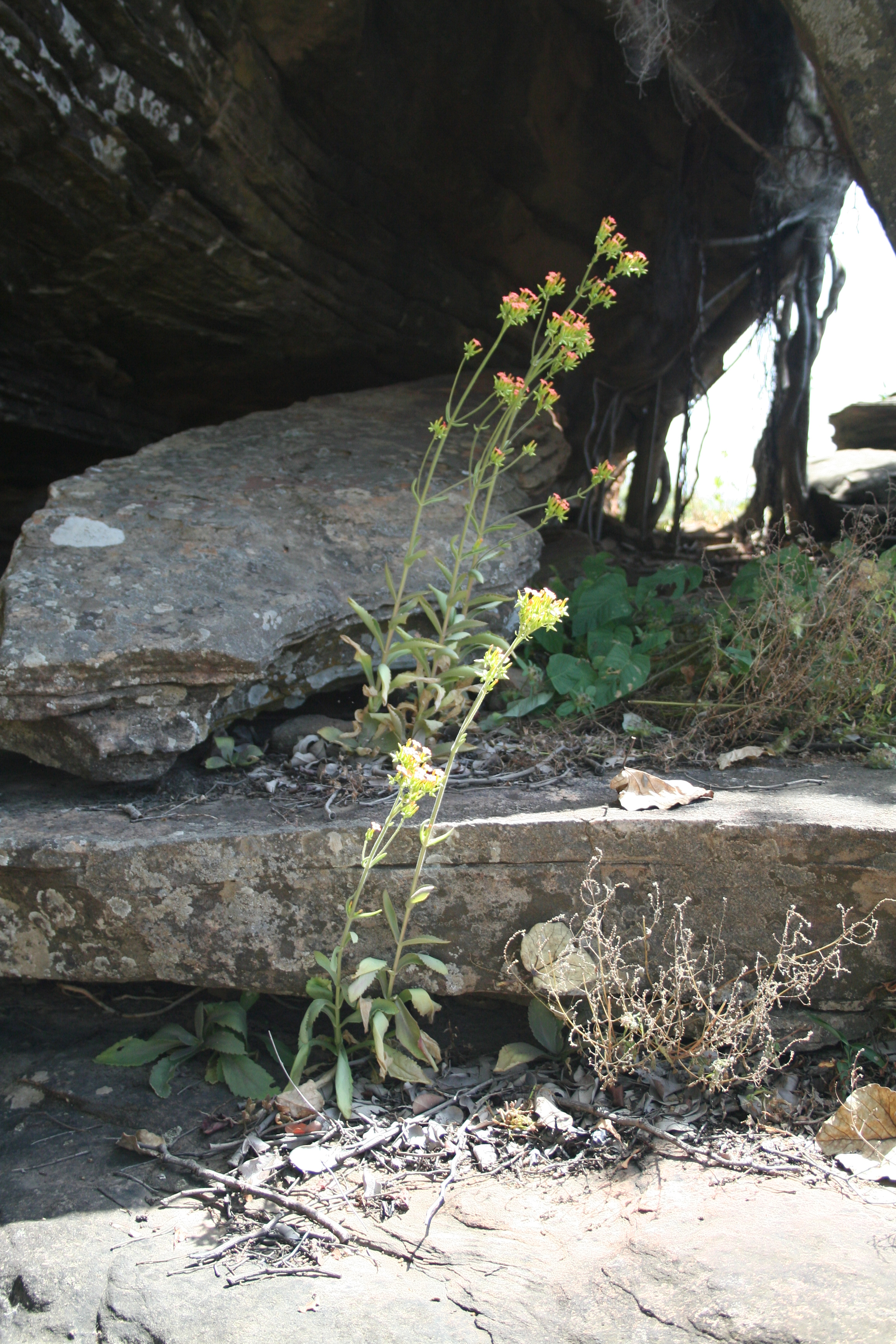
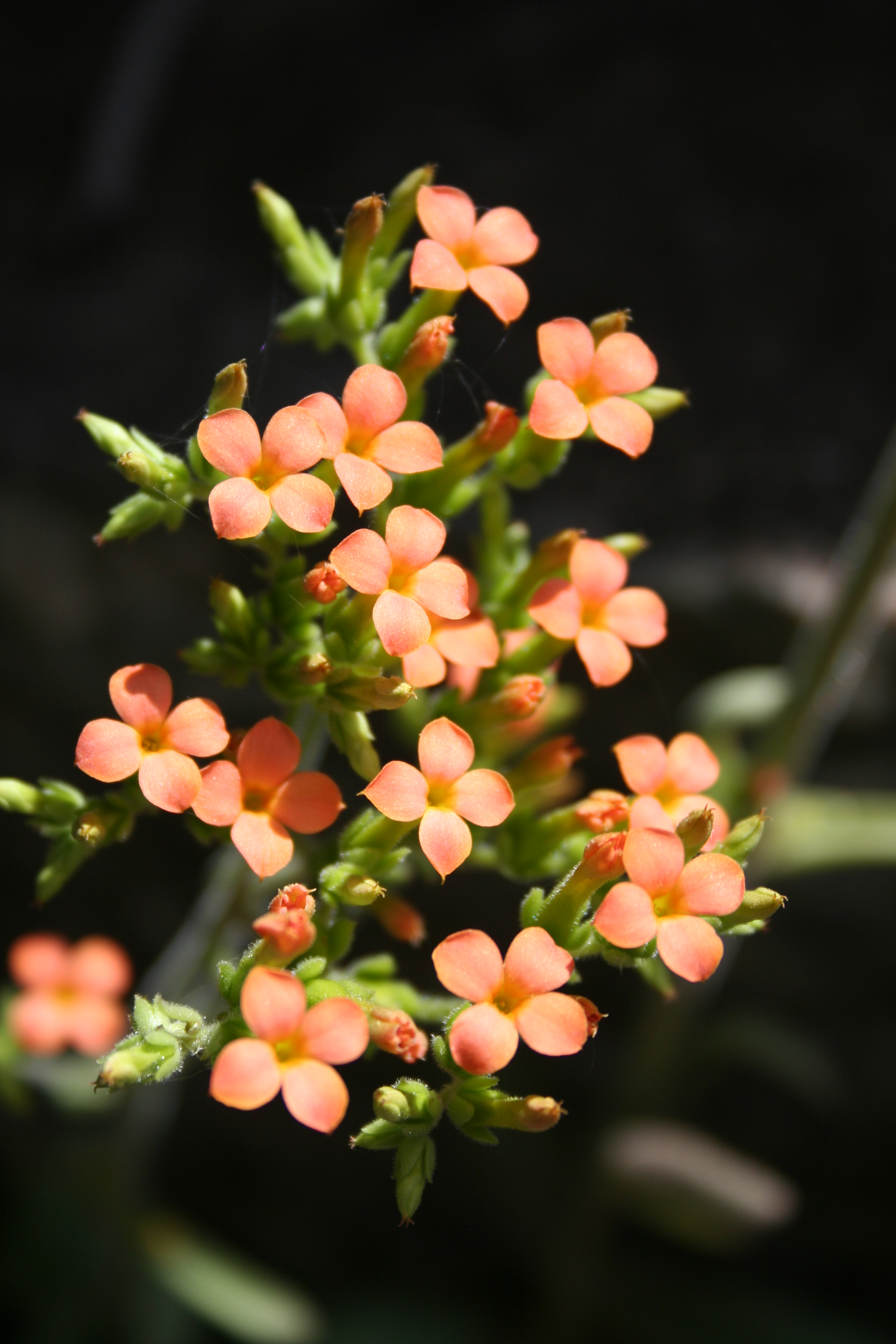
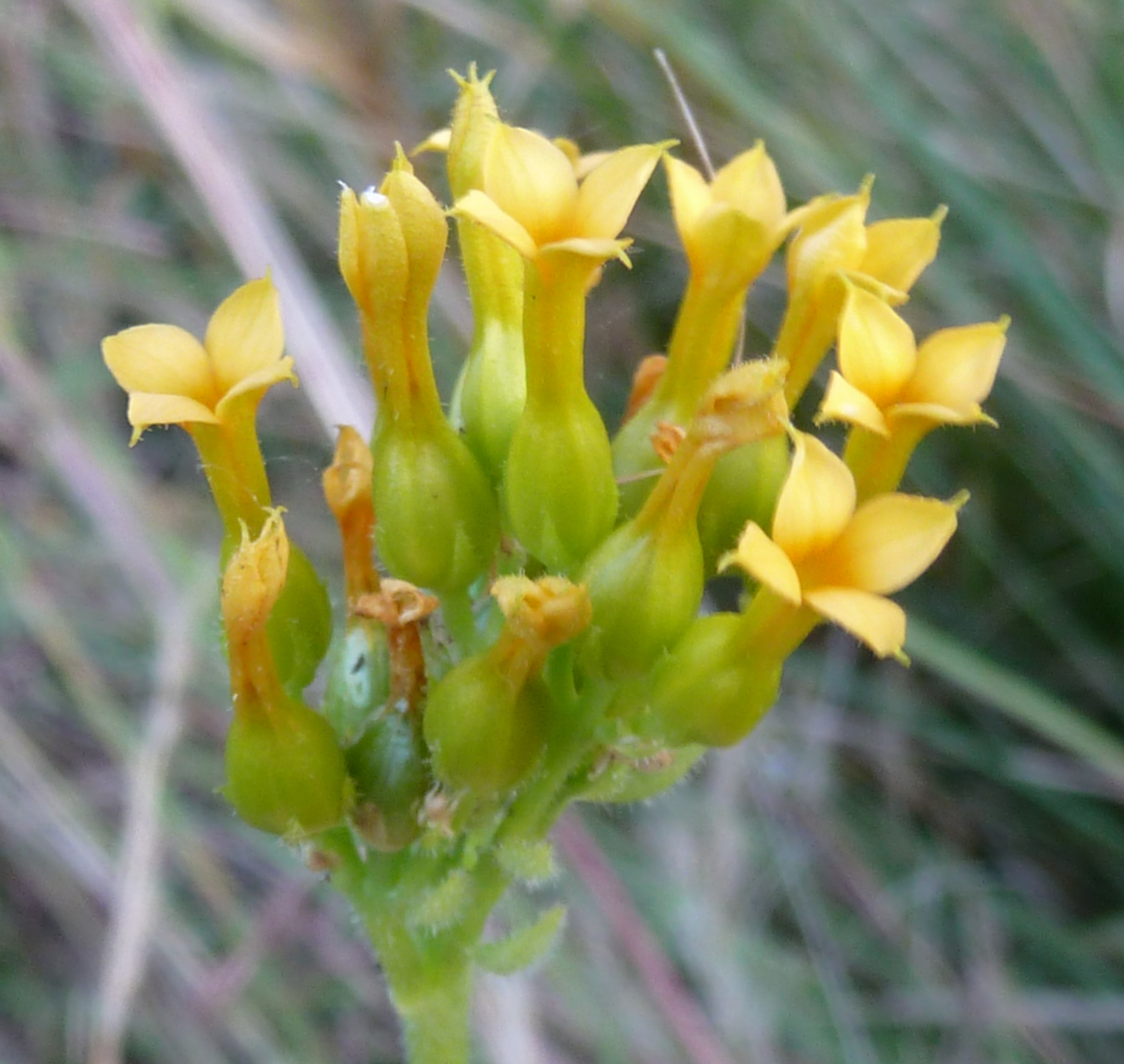
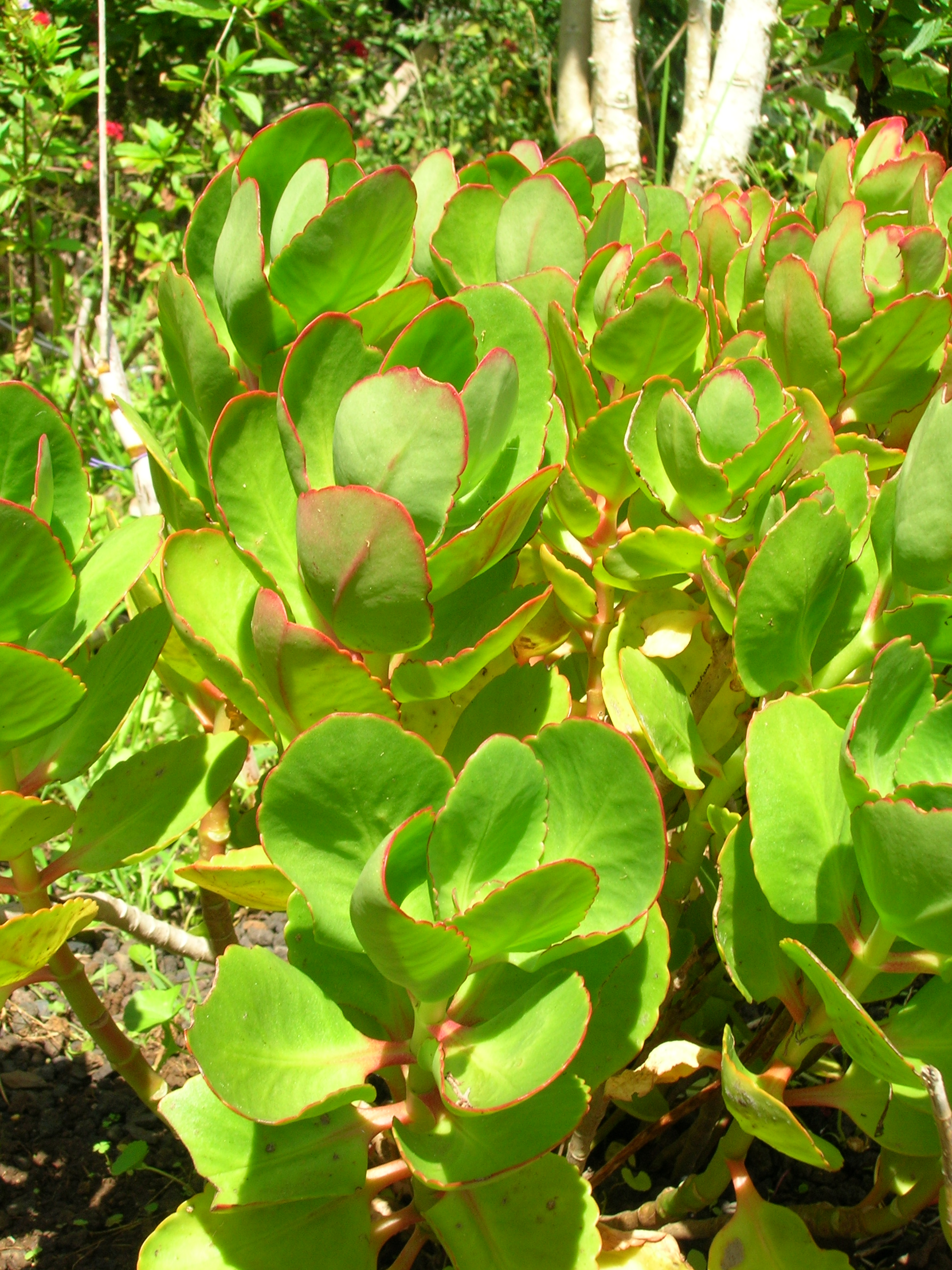